# Cryptandra humilis
Cryptandra humilis är en brakvedsväxtart som först beskrevs av George Bentham, och fick sitt nu gällande namn av F. Müll.. Cryptandra humilis ingår i släktet Cryptandra och familjen brakvedsväxter. Inga underarter finns listade i Catalogue of Life.